# Vortekamæleon
Vortekamæleon (F. verrucosus) er en art i kamæleonfamilien, der oprindeligt stammer fra de syd- og sydvestlige egne af Madagaskar, Réunion og øen Mauritius. Som følge af skovbrug og menneskets indtrængen, er den udvandret til størstedelen af kysterne i syd og sydvest for Madagaskar.
Den lever i ørken- og skovområder hvor dagtemperaturen kan blive op til omkring 37 °C. På trods af den høje temperatur og det lave regnfald er der tit høj luftfugtighed. Den årlige nedbørsmængde ligger på 2.000 mm, og den relative luftfugtighed ligger på 70-100 %.
Med sine 45 til 60 cm hører vortekamæleonen til de største kamæleoner.
Hannerne er karakteriseret ved at være omtrent dobbelt så store som hunnerne – mht. til både vægt og længde. Deres hoveder virker store i forhold til deres kroppe. Både langs siderne og på ryggen har kamæleonen knuder. På siderne er de store, mens de på ryggen er noget mindre. Hannerne har endvidere et større hoved, og deres høje pigge på ryggen går halvvejs ned på halsen.